# Ligurra latidens
Ligurra latidens là một loài nhện trong họ Salticidae.
Loài này thuộc chi Ligurra. Ligurra latidens được Carl Ludwig Doleschall miêu tả năm 1859.